# Банон (кантон)
Бано́н (фр. Banon) — кантон во Франции, находится в регионе Прованс — Альпы — Лазурный Берег, департамент Альпы Верхнего Прованса. Входит в состав округа Форкалькье.
Код INSEE кантона — 0403. Всего в кантон Банон входит 9 коммун, из них главной коммуной является Банон.

## Коммуны кантона
| Коммуна          | Население, чел. (2008) | Почтовый индекс | Код INSEE |
| ---------------- | ---------------------- | --------------- | --------- |
| Банон            | 1 074                  | 04150           | 04018     |
| Ла-Рошжирон      | 108                    | 04150           | 04169     |
| Л’Оспитале       | 89                     | 04150           | 04095     |
| Монсалье         | 104                    | 04150           | 04132     |
| Ревест-де-Брус   | 248                    | 04150           | 04162     |
| Ревест-дю-Бьон   | 550                    | 04150           | 04163     |
| Редортье         | 86                     | 04150           | 04159     |
| Симьян-ла-Ротонд | 568                    | 04150           | 04208     |
| Соман            | 106                    | 04150           | 04201     |

## Население
Население кантона на 2008 год составляло 2 933 человека.
| 1962  | 1968  | 1975  | 1982  | 1990  | 1999  | 2006  | 2007  | 2008  |
| ----- | ----- | ----- | ----- | ----- | ----- | ----- | ----- | ----- |
| 1 895 | 2 248 | 2 143 | 2 393 | 2 413 | 2 486 | 2 874 | 2 920 | 2 933 |